# Ponte de Peney
A Ponte de Peney fica sobre o rio Ródano em Genebra, na Suíça. Liga as localidades de Peney na margem direita com Aire-la-Ville e fica a poucos metros da desembocadura do Nant d'Avril no Ródano.

## Características
É uma ponte em betão armado com 174 m de comprimento e 10,40 m de largura constituído por dois tabuleiros suportados por duas vigas longitudinais que se apoiam em quatro pilares e encontros arquitetônicos 

## História
A primeira ponte construída data de 1852 e era uma ponte suspensa, mas em 1942 é necessário a construção de uma obra de arte devido á criação da barragem de Verbois já que a anterior tocaria na água assim retida bela barragem .
Nos anos 1980 as vigas mostram traços de infiltração de água que enferrujam as partes metálicas do betão armado, estragos principalmente provocados pela salagem invernal.
Em  1997 os trabalhos de reparação são aprovados pelo Grande Conselho de Genebra de um valor total de 2 400 000 FS  